# Droits extra-patrimoniaux
Les droits extrapatrimoniaux sont une des deux branches des droits subjectifs. Contrairement aux droits patrimoniaux, ils n'ont pas de valeur pécuniaire, ne font pas partie du patrimoine et ne sont pas des biens.

## Droit français
Les droits extrapatrimoniaux sont en principe incessibles, et ne se transmettent pas aux héritiers (mis à part quelques exceptions). Ils sont également intransmissibles, insaisissables et imprescriptibles.
Une personne protégée peut se voir privée de ses droits lorsqu'elle est soumise à un régime de protection spécifique (sauvegarde de justice, habilitation familiale, tutelle, curatelle) mais certains droits extra patrimoniaux ne peuvent donner lieu à une assistance ou à une représentation pour être accomplit. Ces actes sont définis dans l'article 458 du Code Civil, ils concernent la reconnaissance d'un enfant, la déclaration du choix ou du changement du nom d'un enfant, et le consentement donné à sa propre adoption ou à celle de son enfant.
On divise de manière générale les actes extra-patrimoniaux en deux catégories : droits familiaux et droits de la personnalité.

### Les différents droits extrapatrimoniaux
- Les droits familiaux (Livre premier "Des personnes" du Code civil français, art. 144 à 495-9 et 515-1 à 515-8)
  - Le droit au mariage (art. 12 CEDH, titre V du Code civil français)
  - Le droit au divorce (titre VI du Code civil français)
  - Le droit de la filiation (titre VII du Code civil français)
  - Le droit d'adoption (titre VIII "De la filiation adoptive" du Code civil français)
  - Le droit de la minorité et de la majorité (titres (anciens et nouveaux) X et XI du Code civil français)
  - L'autorité parentale (titre IX du Code civil français)
  - Le droit du quasi-mariage (PACS, concubinage (titre XIII du Code civil français)
  - Le droit au respect de la vie familiale (art. 8 CEDH)

- Les droits de la personnalité (les droits inhérents à la personne)
  - Le droit à la vie (art. 16, Code civil français, art. 2 et 3 CEDH)
  - Le droit à la liberté et à la sûreté (art. 4 et 5 CEDH)
  - Le droit au nom
  - Le droit de la nationalité
  - Le droit à la justice (art. 9-1 code civil français, art. 6, 7 et 13 CEDH)
  - Le droit au respect de la vie privée (art. 9 Code civil français, art. 8 CEDH)
  - Le droit à la liberté de pensée, de conscience et de religion (art. 9 CEDH)
  - Le droit à la liberté d'expression (art. 9 Code civil français, art. 10 CEDH)
  - Le droit à la liberté de réunion et d'association (art. 11 CEDH)
  - Le droit à l'honneur
  - Le droit à l'image (art. 9 Code civil français)
  - Le droit à des mesures de protection des victimes de violence (titre XIV du Code civil français)
  - Le droit moral de l'auteur sur son œuvre

## Droit québécois
En droit québécois, la disposition préliminaire du Code civil du Québec affirme que le Code civil régit le droit privé en harmonie avec la Charte québécoise. Par conséquent, la Charte des droits et libertés de la personne est une loi pertinente pour connaître les principaux droits extrapatrimoniaux. En outre, l'art. 3 C.c.Q. affirme que « Toute personne est titulaire de droits de la personnalité, tels le droit à la vie, à l’inviolabilité et à l’intégrité de sa personne, au respect de son nom, de sa réputation et de sa vie privée. Ces droits sont incessibles ».
D'après la doctrine, les héritiers peuvent exercer les droits extrapatrimoniaux d'une personne défunte parce que l'article 35 C.c.Q. a été modifié en 2002 pour empêcher les héritiers de renoncer au respect de la vie privée du défunt. Donc par une lecture a contrario de l'historique législatif de cette disposition, la doctrine a pu déduire que les droits extrapatrimoniaux seraient véritablement transmis aux héritiers . 
L'art. 302 C.c.Q. dispose que les personnes morales ont aussi des droits et obligations extrapatrimoniaux liés à leur nature.